# Lamyristis eremaea
Lamyristis eremaea is een vlinder uit de familie van de Psychidae. De wetenschappelijke naam van deze soort is voor het eerst voorgesteld als Parameristis eremaea door Edward Meyrick in een publicatie uit 1919.
De soort komt voor in Sri Lanka.